# С добрым утром! (радиопередача)
«С добрым утром!» — развлекательная передача Всесоюзного радио СССР. Программа выходила в эфир в течение 35 лет. Входила в состав отдела сатиры и юмора Всесоюзного радио. Была закрыта в 1995 году, в связи с ликвидацией телерадиокомпании «Останкино».

## Выход в эфир
Впервые вышла в эфир 22 мая 1960 года.
Выходила еженедельно в эфир по воскресеньям в 9:15 утра. Продолжительность 45 мин.

## Заставка
В заставке использовалась песня «С добрым утром» (музыка Оскара Фельцмана, слова Ольги Фадеевой) в исполнении Марка Бернеса.

## Ведущие
- Надежда Румянцева
- Вера Орлова
- Галина Новожилова
- Тамара Кузина
- Людмила Гнилова

### Корреспондент
- Регина Дубовицкая

## Рубрики
- «Архивариус (Коллекция сведений, не слишком известных)» — вёл Георгий Вицин.[4]
- Вера Орлова исполняла роль дежурной «Справочного бюро»[5].

## Некоторые участники передачи
- Аркадий Арканов
- Елизавета Ауэрбах[4]
- Нина Бродская
- Евгений Весник[6][7]
- Владимир Винокур
- Андрей Внуков
- Зиновий Высоковский
- Валентин Гафт
- Григорий Горин
- Михаил Державин
- Геннадий Дудник[8]
- Михаил Жванецкий
- Ольга Зарубина
- Валерий Золотухин
- Валентина Легкоступова
- Людмила Гурченко
- Эдита Пьеха
- Роман Карцев и Виктор Ильченко
- Иосиф Кобзон
- Галина Коньшина
- Майя Кристалинская[2]
- Борис Ласкин
- Виктория Лепко
- Владимир Мигуля
- Георгий Милляр[9]
- Андрей Миронов
- Мария Миронова и Александр Менакер[10]
- Ирина Понаровская
- Ян Арлазоров
- Алиса Фрейндлих
- Наталья Гусева
- Светлана Крючкова
- Олег Анофриев
- Вячеслав Невинный
- Клара Новикова
- Анатолий Папанов
- Евгений Петросян
- Ростислав Плятт
- Алла Пугачёва[2]
- Аркадий Райкин[11][12]
- София Ротару
- «Самоцветы»[13]
- Леонид Серебренников
- Михаил Танич
- Тарапунька и Штепсель[14]
- Эдуард Успенский[15]
- Леонид Утёсов
- Ирина Муравьёва
- Геннадий Хазанов
- Александр Ширвиндт
- Ефим Шифрин[2]
- Михаил Боярский
- Ирина Отиева
- АББА
- Карел Готт
- Адриано Челентано
- Дин Рид
- Бисер Киров
- Мирей Матьё

## Другие юмористические передачи
- «Опять 25». Юмористическая программа радиостанции «Маяк». Выходила с 1968 года. Включала в себя сатирические сюжеты, за что получала упрёки в «очернительстве»: «Нам нужен социальный оптимизм, заряжённость на работу, а тут такое говорят, что руки опускаются». После 1976 года передачу переименовали в «Улыбнитесь, пожалуйста» — по одной из версий, из-за XXV съезда КПСС. Выходила в будни по утрам в 7:05.
- В 1970-е годы на первой и третьей программах Всесоюзного радио появлялись и другие юмористические передачи — «Вы нам писали», «Мы с вами уже встречались», «Однажды» и «В субботу вечером».[2]

## Пародии
Александр Курляндский и Аркадий Хайт написали пародию на «С добрым утром!» (часть цикла пародий «Как это делается»), под названием «Чудное утро». Пародия включала в себя встречу с актёром и пародию на рубрику «Архивариус»